# 舊案尋兇
《舊案尋兇》（：／）為Disney+於2022年10月26日起播出的原創韓國劇集，由《如蝶翩翩》、《38師機動隊》的韓東和導演與林昌世編劇合作打造。2022年10月21日，第一季播出前即確定製作第二季，于2023年7月5日播出第二季。

Disney+自10月26日起每週三下午三時更新2集。

## 演員陣容

### 主要人物
| 演員   | 角色   | 介紹                                                                              |
| 李星民 | 金宅祿 | 57歲，重案組資深刑警，擁有出色的直覺和豐富的經驗。患有恐慌症，持續在接受治療中。  |
| 晉久   | 國振寒 | 警正、從檢察廳轉調到金烏警察局的搜查科長，與金宅祿一起追查神秘的恐嚇犯。          |
| 景收真 | 李成雅 | 金烏警察署重案2組刑警，相當尊敬宅祿，是和宅祿一同解決許多案件的義氣派後輩。       |
| 李學周 | 孫景燦 | 金烏警察署重案2組刑警，熱血的新進刑警，因仰慕金宅祿而意願從首爾請調到金烏警察局。 |

### 宅祿周邊人物
| 演員                    | 角色   | 介紹                                                                             |
| 高圭弼                  | 孔總務 | 負責考試院的各種雜務，同時也是四年經驗的準備警察公務員考試生。                   |
| 金宰範                  | 楊基泰 | 縱火犯。被金宅祿被捕入獄，隨後假釋出獄。現為金宅祿隔壁房鄰居。                   |
| 徐正妍                  | 吳慧星 | 金宅祿的心理醫生，亦是名網路漫畫家。                                             |
| 玄奉植                  | 具東範 | 手機業者。受金宅祿的委托，雖然解除了「朋友」的來電號碼顯示限制，但無法確認位置。 |
| 金秀珍                  | 申貞愛 | 金宅祿的前妻。                                                                   |
| 鄭以珠 （童年：權芮恩） | 金智宇 | 金宅祿的女兒。                                                                   |

### 金烏警察局
| 演員   | 角色   | 介紹                                                                                           |
| 金洪發 | 徐光秀 | 金烏警察署長。過去與金宅祿是很要好的同事關係，但由於一系列事件，两人關係疏遠了。               |
| 金太勳 | 禹賢碩 | 金烏警察署情報科科長。曾與金宅祿在一個隊中同甘共苦，但現在作爲金宅祿的後輩和上司關係變得疏遠。 |
| 柳承穆 | 裴英斗 | 金烏警察署重案2組組長。                                                                        |
| 金珉才 | 韓基亨 | 金烏警察署重案1組刑警。                                                                        |
| 朴重根 | 郭相圭 | 金烏警察署重案組刑警。                                                                         |

### 其他人物
| 演員   | 角色   | 介紹                                                                     |
| 琴光山 | 忠福   | 千基德的手下，毒販行動隊長。                                             |
| 吳代煥 | 馬尚久 | 與金烏市毒品犯罪有關的人物。被金宅祿懷疑是毒品販運者，並與他展開了追擊。 |
| 尹帝文 | 千基德 | KD F&B的社長兼毒販的老大。                                               |
| 權赫範 | 安TENA |                                                                          |
| 宋永彰 | 安衡友 | 金烏醫院院長，發展委員會成員之一。                                       |
| 張成範 | 安宙勇 | 金烏醫院院長的兒子，亦是名醫生。                                         |
| 權泰元 |        | 市議員，發展委員會成員之一。                                             |
| 張明甲 | 申成翰 | 成翰建設社長，發展委員會成員之一。                                       |
| 安內相 | 張誠泰 | 元進建設會長兼再開發中間人。 爲了實現商圈地區再開發不擇手段。            |

## 分集
| 總集數 | 集數 （季） | 導演   | 編劇   | 上線日期       | 片長   |
| --- | ----------- | ------ | ------ | -------------- | ------ |
| 1 | 1           | 韓東和 | 林昌世 | 2022年10月26日 | 59分鐘 |
| 即將退休的刑警宅祿接到了一通惡作劇電話。未知來電者對不當一回事的宅祿說了些意料之外的話。宅祿照著那傢伙的指示做，卻目睹了自己疼愛的後輩死亡。 |             |        |        |                |        |
| 2 | 2           | 韓東和 | 林昌世 | 2022年10月26日 | 58分鐘 |
| 被誣陷殺人的宅祿接受振寒的調查，就連同僚們都懷疑宅祿。好不容易得到機會能洗清罪名的宅祿照著恐嚇犯的指示，開始審視自己負責過的案子。           |             |        |        |                |        |
| 3 | 3           | 韓東和 | 林昌世 | 2022年11月2日  | 57分鐘 |
| 宅祿察覺到自己過往的過失，因此備受打擊。振寒為抓到犯人，指揮搜查隊行動。因恐嚇犯的其他要求，導致宅祿懷疑起周遭的所有人。                     |             |        |        |                |        |
| 4 | 4           | 韓東和 | 林昌世 | 2022年11月2日  | 56分鐘 |
| 透過振寒的幫助，宅祿順利解決恐嚇犯所指示的案件。宅祿首次對振寒透露恐嚇犯的事。宅祿掌握了能夠抓到恐嚇犯的線索，但他卻面臨了意料之外的危機。   |             |        |        |                |        |
| 5 | 5           | 韓東和 | 林昌世 | 2022年11月9日  | 58分鐘 |
| 成雅與景燦為幫助宅祿而投入辦案。宅祿說恐嚇犯的目標只鎖定在一個人身上。恐嚇犯一聽到宅祿拒絕自己的提議，便開始攻擊他的弱點。                   |             |        |        |                |        |
| 6 | 6           | 韓東和 | 林昌世 | 2022年11月9日  | 60分鐘 |
| 宅祿追查握有關鍵鑰匙能揭開真相的那個人。但那個人卻頑強抵抗。宅祿的計畫逐漸生變，導致另一場悲劇發 生。                                        |             |        |        |                |        |
| 7 | 7           | 韓東和 | 林昌世 | 2022年11月16日 | 55分鐘 |
| 宅祿又目擊到另一人死亡，一切錯綜複雜。識破恐嚇犯身份的宅祿準備反擊。同時，有位可疑的女人來到金烏警察局，使成雅驚慌失措。                     |             |        |        |                |        |
| 8 | 8           | 韓東和 | 林昌世 | 2022年11月16日 | 62分鐘 |
| 恐嚇犯為了壓制宅祿，開始讓他身邊的人陷入危險。宅祿在準備進行最後的對決時得知意外的事實，並備受打擊。這是場兩人中得有人死了才能結束的遊戲。   |             |        |        |                |        |

## 獎項榮譽
| 年份   | 頒獎禮                          | 獎項                | 入圍者       | 結果 | 備註  |
| 2023年 | 第2屆 青龍系列大獎              | 電視劇部門 男主角賞 | 李星民       | 提名 | [ 5 ] |
| 2023年 | 第2屆 青龍系列大獎              | 電視劇部門 女配角賞 | 景收真       | 提名 | [ 5 ] |
| 2023年 | 第五屆 亞洲內容大獎&全球OTT大獎 | 最佳OTT原創劇集     | 《舊案尋兇》 | 提名 |       |
| 2023年 | 第五屆 亞洲內容大獎&全球OTT大獎 | 最佳女配角          | 景收真       | 提名 |       |
| 2023年 | 第59屆 大鐘賞                   | 系列節目部門 男主角 | 李星民       | 待定 |       |

## 外部連結
- 在Disney+上觀看《舊案尋兇》
- Daum上《舊案尋兇》的資料